# Xestocephalus asper
Xestocephalus asper är en insektsart som beskrevs av Rauno E. Linnavuori 1969. Xestocephalus asper ingår i släktet Xestocephalus och familjen dvärgstritar. Utöver nominatformen finns också underarten X. a. pseudoguttulatus.